# Rogów Legnicki (przystanek kolejowy)
Rogów Legnicki – zamknięty i zlikwidowany w 1945 roku przystanek osobowy w Rogowie Legnickim, w gminie Prochowice, w powiecie legnickim, w województwie dolnośląskim, w Polsce. Został otwarty w dniu 1 maja 1923 roku.